# 滋野井季吉
滋野井 季吉（しげのい すえよし）は、安土桃山時代から江戸時代前期にかけての日本の公卿。中絶していた滋野井家を再興した。

## 生涯
天正14年9月（1586年）、五辻之仲（当時は元仲）の長男として誕生する。初名は冬隆（ふゆたか）。
慶長5年（1600年）正月、15歳で叙爵され、同年4月に元服し昇殿を許される。元和2年4月26日（1616年6月10日）、名を季吉（すえよし）と改める。寛永4年（1627年）、参議となり、公卿に列した。
寛永9年（1632年）には元日節会の外弁を、寛永11年（1634年）は白馬節会の外弁を務める。寛永12年（1635年）には踏歌節会の外弁を務め、同年2月3日の春日祭に上卿として参向する。寛永13年（1636年）は元日節会の外弁、寛永14年（1637年）と寛永16年（1639年）は踏歌節会の外弁を務めた。寛永16年12月29日（1640年2月20日）、寛永12年1月5日に従二位叙位の位記を賜った。寛永17年（1640年）は白馬節会の外弁を務め、11月7日の春日祭に上卿として参向、同18年（1641年）は元日節会の外弁を務めた。
寛永20年（1643年）、紹仁親王が即位する（後光明天皇）と、即位外弁を務めた。寛永21年（1644年）、元日節会の外弁を務める。同年2月16日、除服する。
明暦元年12月5日（1656年1月1日）、70歳で薨去した。法名は智光院徹山大通。

## 官歴
- 慶長5年1月11日（1600年2月25日）、従五位下
- 慶長5年7月6日（1600年8月14日）、侍従に任官
- 慶長6年3月19日（1601年4月21日）、越中権介を兼官
- 慶長9年8月1日（1604年8月25日）、従五位上
- 慶長12年1月17日（1607年2月13日）、右近衛少将に任官
- 慶長13年1月6日（1608年2月21日）、正五位下
- 慶長17年1月5日（1612年2月6日）、従四位下
- 慶長18年1月6日（1613年2月25日）、従四位上
- 慶長18年11月1日（1613年12月12日）、右近衛中将に転任
- 元和8年1月5日（1622年2月15日）、正四位下
- 寛永4年2月2日（1627年3月19日）、参議、右近衛中将は如元[5]
- 寛永4年4月22日（1627年6月5日）、従三位
- 寛永8年1月6日（1631年2月6日）、正三位
- 寛永9年1月11日（1632年3月1日）、権中納言
- 寛永12年1月5日（1635年2月22日）、従二位
- 寛永19年1月5日（1642年2月4日）、正二位
- 寛永20年1月11日（1643年3月1日）、権中納言を辞任
- 寛永20年10月8日（1643年11月19日）、権大納言
- 正保4年12月28日（1648年1月22日）、権大納言を辞任

## 系譜
- 実父：五辻之仲
- 実母：葉室頼房の娘
  - 兄弟：綾小路高有、五辻奉仲、五辻斉仲
- 義父：滋野井公古
  - 男子：葉室頼隆 - 葉室頼豊猶子
  - 男子：滋野井冬晴
  - 男子：滋野井教広 - 冬晴猶子
  - 男子：五辻俊仲 - 五辻斉仲猶子
  - 男子：真清
  - 男子：実定
  - 女子：東坊城知長室
  - 女子：遠山秀友継室
  - 女子：松平信濃守室